# Ämten (Dalhems socken, Småland)
Ämten är en sjö i Västerviks kommun i Småland och ingår i Storån-Botorpsströmmens kustområde. Sjön har en area på 1,12 kvadratkilometer och ligger 53,9 meter över havet. Sjön avvattnas av vattendraget Ämtebäcken.

## Delavrinningsområde
Ämten ingår i det delavrinningsområde (642854-152432) som SMHI kallar för Utloppet av Ämten. Medelhöjden är 89 meter över havet och ytan är 13,04 kvadratkilometer. Det finns inga avrinningsområden uppströms utan avrinningsområdet är högsta punkten. Ämtebäcken som avvattnar avrinningsområdet har biflödesordning 2, vilket innebär att vattnet flödar genom totalt 2 vattendrag innan det når havet efter 28 kilometer. Avrinningsområdet består mestadels av skog (58 %) och jordbruk (22 %). Avrinningsområdet har 1,07 kvadratkilometer vattenytor vilket ger det en sjöprocent på 8,2 %.